# Nadie Inquietó Más - Narciso Ibáñez Menta
Nadie Inquietó Más - Narciso Ibáñez Menta es una película documental de Argentina dirigida por Gustavo Leonel Mendoza sobre su propio guion que se estrenó en 2009. El filme trata sobre la trayectoria del actor y director hispano-argentino Narciso Ibáñez Menta y obtuvo el premio al mejor filme iberoamericano en el IX Festival Buenos Aires Rojo Sangre.

## Declaraciones del director
El director del filme declaró que le llevó un año llegar a la estructura de la película, para la cual contaba con 130 horas de material de archivo y entrevistas, volumen que hacía muy difícil construir el filme. Su propósito era apartarse del típico documental: nace tal día, tiene su primera obra, muere. Quería mostrarlo como un niño actor prodigio que lleva adelante una obra de teatro de sus padres con la que recorre todo el mundo, hasta que su vida hace un giro, quiere dejar de ser Narcisín, y convertirse en un monstruo. Eso lo lleva a hacer teatro, radio, y después cine y televisión. Siempre estudiando y viendo la estructura aristotélica: presentación, desarrollo, clímax y desenlace. En toda la película está eso. Después viene la secuencia Hombre del miedo, que sería la razón por la cual se hace la película. Y finalmente se muestra el homenaje.

## Reparto
- Narciso Ibáñez Menta	 ...	Él mismo
- José Martínez Suárez ... Entrevistado
- Beatriz Día Quiroga ... Entrevistada
- José María Langlais ... Entrevistado
- Juan Carlos Puppo ... Entrevistado
- Natán Solans ... Entrevistado
- Graciela Restelli ... Entrevistada
- Abel "Chicote" Mario Santa Cruz ... Entrevistado
- Emilio E. Ruggiero ... Entrevistado
- Luis Felipe Foteringham ... Entrevistado
- Eduardo "Zumbo" Jorge Bertonasco ... Entrevistado
- Jorge Carlos García ... Entrevistado
- Lilly Vicet ... Entrevistado
- Ezequiel Pastor ... Entrevistado
- Darío Billani ... Entrevistado
- Peter Pank ... Entrevistado
- Mario Gallina ... Entrevistado
- Ricardo Passano ... Entrevistado
- Enrique Talión ... Entrevistado
- Fabián Cepeda ... Entrevistado
- Darío Lavia ... Entrevistado
- Narciso Ibáñez Serrador ... Entrevistado
- Paul Naschy ... Entrevistado
- Sebastián D'Arbó ... Entrevistado
- Manuel Galiana ... Él mismo

## Comentarios
Salvador Sáinz opinó sobre el filme:

”El documental, muy bien documentado…presenta fragmentos de sus antiguas películas que vemos en muy mal estado….Tal vez haya algunas lagunas como las películas que rodó en España, por ejemplo se olvida Pasto de fieras que rodó a las órdenes de Amando de Ossorio…. Las películas que rodó con el argentino León Klimovsky, otra persona que merece ser reivindicada, al que los críticos molieron a palos...En definitiva un documental bienvenido …que me ha traído bellos recuerdos no sólo de uno de mis mejores amigos en el mundo del espectáculo sino la biografía de uno de nuestros grandes actores al que la desidia tan española parece querer hundir en el olvido.